# Juan Cruz Guillemaín
Juan Cruz Guillemaín García (San Juan, 21 agosto 1992) è un rugbista a 15 argentino, attivo nel ruolo di seconda linea e internazionale per l'Argentina.

## Biografia
Juan Cruz nasce a San Juan, in Argentina; si forma rugbisticamente con il Jockey Club San Juan, squadra della sua città natale.
Già Nazionale Under-19, nel 2011 e nel 2012 viene selezionato nell'Argentina per disputare il Campionato mondiale giovanile 2011 e 2012.
Terminate le esperienze a livello giovanile viene convocato nell'Argentina Jaguares impegnata nell'IRB Nations Cup, senza però scendere in campo.
Nel 2012 viene ingaggiato in Francia allo Stade français per tre stagioni.
L'8 novembre 2014, a Edimburgo, fa il suo debutto internazionale con i Pumas nel test match contro la Scozia.
Nel 2016 e nel 2017 gioca due stagioni con gli Jaguares in Super Rugby. Durante questi anni viene selezionato tre volte per rappresentare l'Argentina, come Argentina XV, in alcuni tornei minori, quali: la World Rugby Americas Pacific Challenge, la World Rugby Nations Cup 2017, l'Americas Rugby Championship 2017 e nuovamente l'Americas Pacific Challenge.
Nel 2018 viene ingaggiato in Italia dal Viadana con cui disputa una stagione di TOP12, prima di firmare per due stagioni con il Bathco Rugby Club nel Campionato spagnolo.

## Palmarès

### Club
- Campionati francesi: 1
Stade français: 2014-15

### Internazionale
- World Rugby Americas Pacific Challenge: 2
Argentina XV: 2016, 2017